# Роз'єм процесора
Роз'єднувач проце́сора (англ. socket або англ. slot) — гніздовий або щілинний електричний з'єднувач (панель, сокет або слот), призначений для встановлення в нього процесора, а також відповідний йому тип корпуса процесора. Використання роз'єднувача замість безпосереднього припаювання процесора на материнській платі спрощує його заміну при модернізації або ремонті комп'ютера, а також значно знижує вартість материнської плати внаслідок того, що процесор не є її складовою частиною.
Гніздо може бути призначене для встановлення власне процесора або процесорної карти (CPU-карти), наприклад, в Pegasos. Кожний роз'єднувач допускає встановлення лише сумісного за механічними, електричними або програмними характеристиками типу процесора або CPU-карти.

## Список роз'єднувачів архітектуриx86і відповідних їм процесорів
Старі роз'єднувачі процесорів x86 нумерувалися в порядку випуску, зазвичай однією цифрою. Пізніше роз'єднувачі, як правило, позначалися числом кількості ніжок (пінів) процесора.

### Роз'єднувачі процесорів Intel

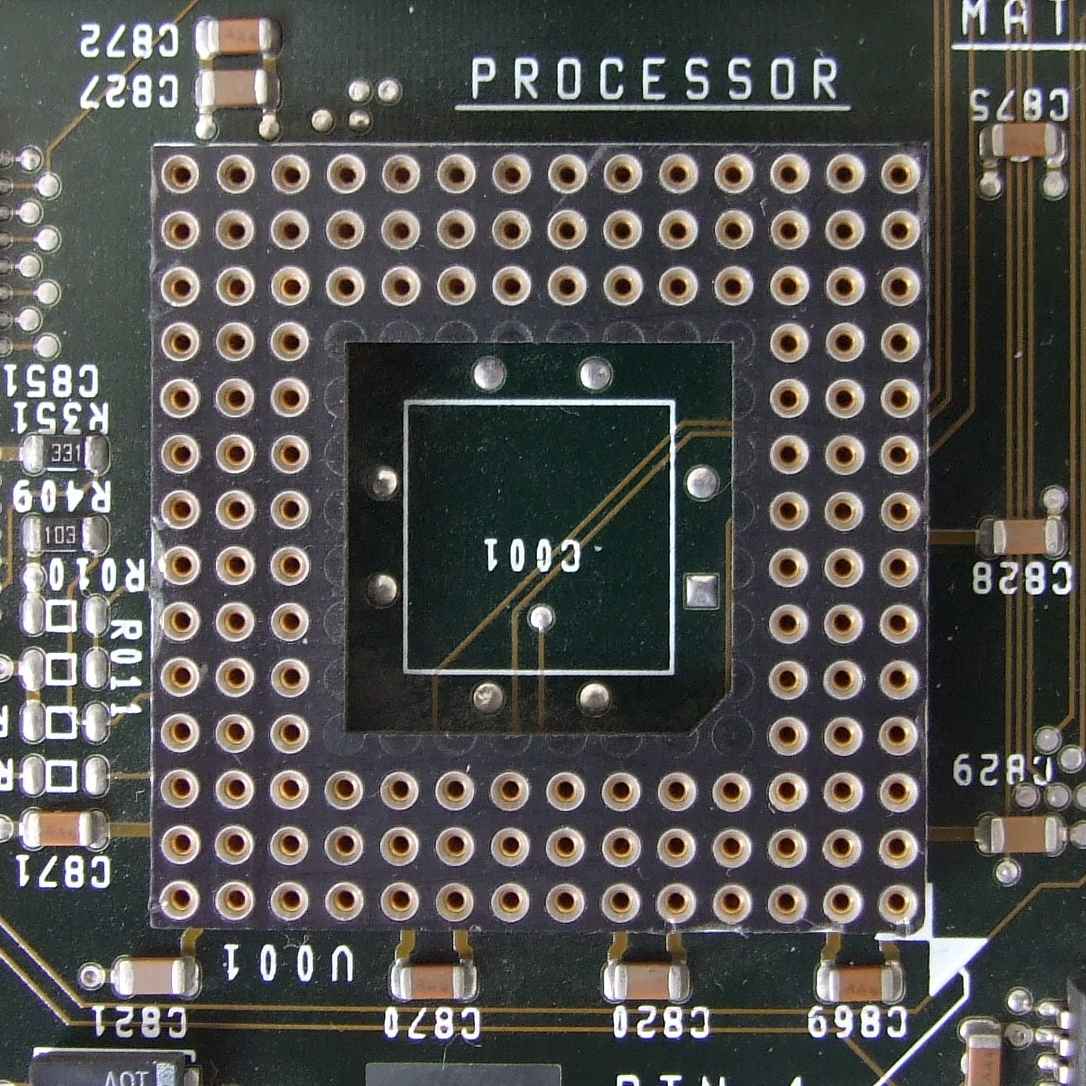
Один з перших роз'ємів під процесор Intel 80386 DX (PGA, LIF).

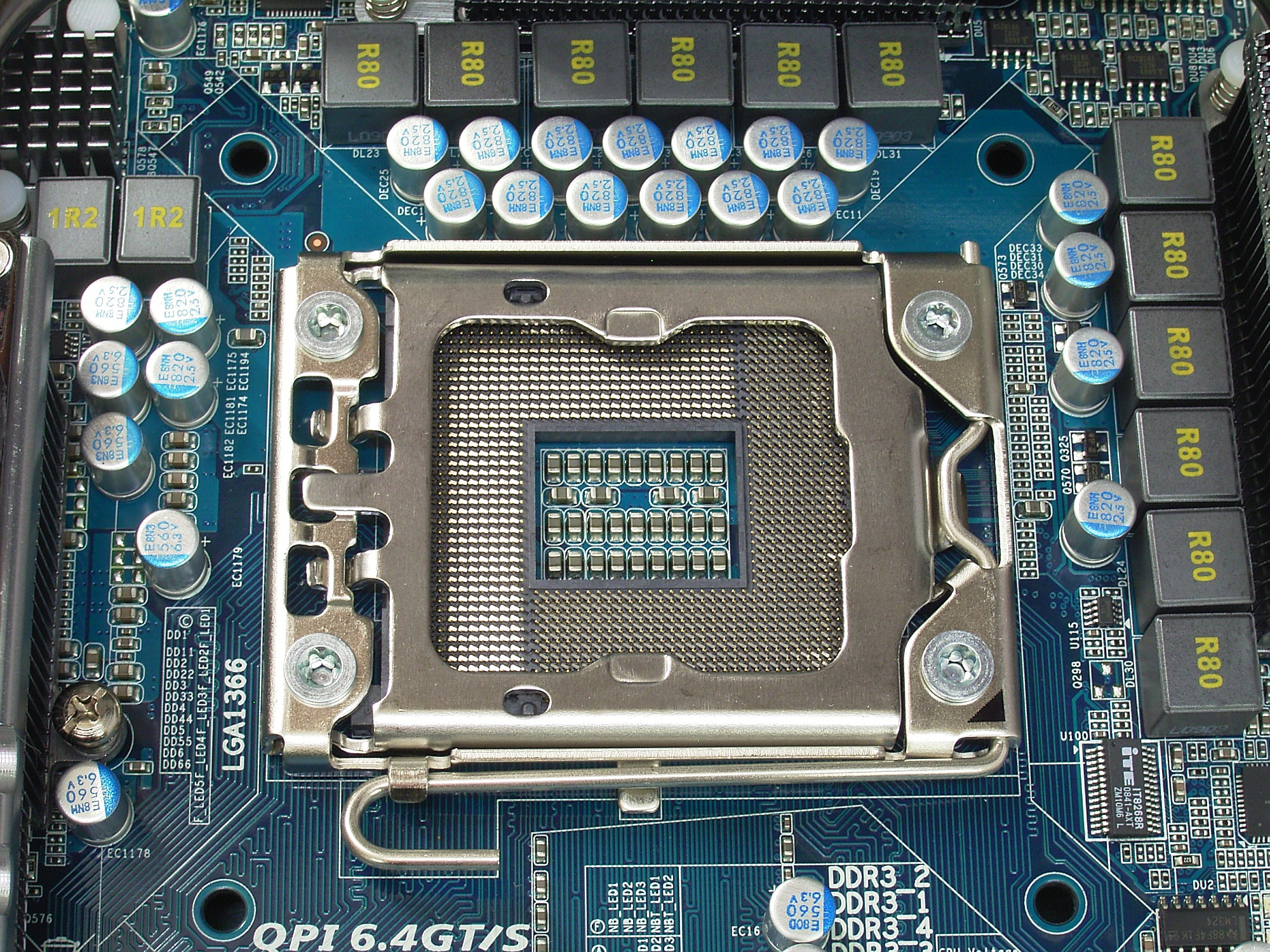
Гніздо LGA 1366

#### Сокети
- Socket 1 — Intel 80486
- Socket 2 — Intel 80486 і сумісні з ними процесори інших виробників
- Socket 3 — Intel 80486 і сумісні з ними процесори інших виробників
- Socket 4 — Pentium (ранні версії)
- Socket 5 — Pentium, AMD K5, IDT WinChip[en] C6, WinChip 2, Cyrix/IBM/TI M1/6x86
- Socket 6[en] — 80486DX4, модифікована версія Socket 3. У реальних платах не використовувався.
- Socket 7 — Pentium, Pentium MMX, AMD K6, IDT WinChip[en], Cyrix/IBM/TI 6x86L, MII/6x86MX, Rise mP6
- Socket 8 — Pentium Pro
- Socket 370 — Pentium III (500 MHz — 1,4 ГГц), Celeron, Cyrix III, VIA C3
- Socket 423 — Pentium 4 і Celeron, ядро Willamette
- Socket 478 — Pentium 4 і Celeron, ядра Willamette, Northwood, Prescott
- Socket 479 — Pentium M і Celeron M, ядра Banias і Dothan
- Socket 603/604 — Xeon, ядра Willamette та Northwood
- PAC418 — Itanium
- PAC611 — Itanium 2, HP PA-RISC 8800 і 8900
- Socket B (LGA1366) — Core i7 з інтегрованим триканальним контролером пам'яті та з'єднанням QuickPath
- Socket H (LGA1156) — Core i7/Core i5/Core i3 з інтегрованим двоканальним контролером пам'яті та без з'єднання QuickPath
- Socket J (LGA771) — Intel Xeon серій 50xx, 51xx (ядра Dempsey і Woodcrest), 53xx (ядро Clovertown), 54xx (ядро Harpertown)
- Socket M — Core Solo, Core Duo і Core 2 Duo
- Socket N — Dual-Core Xeon LV
- Socket P — заміна Socket 479 і Socket M, 9 травня 2007 року
- Socket T (LGA775) — Intel Pentium 4, Pentium D, Celeron D, Pentium EE, Core 2 Duo, Core 2 Extreme, Celeron, Xeon серії 3000, Core 2 Quad (ядра Northwood, Yorkfield, Prescott, Conroe, Kentsfield, Allendale і Cedar Mill)
- Socket H2 (LGA1155) — заміна Socket H (LGA1156)
- Socket B2 (LGA1356) — наступник Socket B (LGA1366)
- Socket R (LGA2011) — заміна Socket B (LGA1366)
- Socket H3 (LGA1150) — заміна Socket H2 (LGA1155) (2013 рік)
- Socket G3[en] (rPGA947) — заміна Socket G2[en] (rPGA 988B) (2013 рік)
- Socket H4 (LGA 1151) — заміна Socket H3 (LGA1150) (2015 рік)
- Socket H4 (LGA 1151v2) — для процесорів Core 9 покоління (2017 рік)
- Socket R4 (LGA 2066) — серверний, заміна Socket R3 (2017 рік)
- Socket H5 (LGA 1200) — заміна Socket H4 (LGA 1151) для процесорів Core 10-11 покоління (2020 рік)
- Socket V (LGA 1700) — заміна LGA 1200, для процесорів Alder Lake і Raptor Lake з підтримкою пам'яті DDR5 (2021 рік)
- Socket V1 (LGA 1851) — заміна Socket V (планується на кінець 2024 року).

#### Слоти
- Slot 1 — Pentium II, перші Pentium III, Celeron (233 MHz — 1,13 GHz)
- Slot 2 — Pentium II Xeon, Pentium III Xeon

### Роз'єднувачі процесорів фірми AMD

#### Сокети
- Super Socket 7 — AMD K6-2, AMD K6-2+, AMD K6-III, Rise Technology[en] mP6[en], Cyrix MII/6x86MX; аналог Socket 7, але з підтримкою частоти шини 100 МГц
- Socket A (Socket 462) — K7 (Athlon, Athlon XP, Sempron, Duron)
- Socket 563 — мобільний Athlon XP-M з низьким споживанням енергії
- Socket 754 — Athlon 64 нижнього рівня, Sempron; підтримка одноканального режиму роботи з пам'яттю DDR
- Socket 939 — Athlon 64 і Athlon 64 FX; підтримка двоканального режиму роботи з пам'яттю DDR
- Socket 940 — Opteron та ранні Athlon FX (від Socket 939 відрізняється однією «ногою», яка використовується для контролю правильності прочитаних даних з пам'яті, ECC); підтримка двоканального режиму роботи з пам'яттю DDR

- Socket AM2 — 940 контактів, але не сумісний з Socket 940; підтримка пам'яті DDR2
- Socket AM2+ — заміна для Socket AM2, з підтримкою шини HyperTransport 3.0 (пряма та зворотна сумісність з AM2 для всіх планованих материнських плат і процесорів)

- Socket AM3 — заміна для Socket AM2+; підтримка пам'яті DDR3
- Socket AM3+ — заміна для Socket AM3; підтримка процесорів AMD FX з кодовим ім'ям «Zambezi» з мікроархітектурою Bulldozer
- Socket AM4 — заміна для Socket AM3+; підтримка пам'яті DDR4; підтримка процесорів AMD Ryzen з мікроархітектурою «Zen»
- Socket FM1 — 905 контактних гнізд, призначений для установки процесорів AMD APU.
- Socket FM2 — гніздо для процесорів Komodo, Trinity, Terramar (MCM — багаточіповий модуль), Sepang (мікроархітектури Bulldozer і Piledriver)

- Socket F (Socket 1207) — серверні Opteron
- Socket F+ (Socket 1207+) — серверні Opteron з підтримкою шини HyperTransport 3.0
- Socket C32[en] — серверні Opteron для одно-і двопроцесорних конфігурацій
- Socket G34 — серверні Opteron для двох-і чотирьох процесорних конфігурацій

- Socket S1 — мобільні Athlon 64, Turion 64 і Mobile Sempron

#### Слоти
- Slot A — перші Athlon на ядрі K7. Механічно (але не електрично) сумісний зі Slot 1
- Slot B — DEC Alpha

## Гнізда мобільних процесорів
Для мобільних процесорів використовуються низькопрофільні версії гнізд.
Intel
- Socket 495 — з 2000 року; для Intel Celeron mobile (FC-PGA2) Тип гнізда: PGA-ZIF
- Socket 479 — з 2001 року; 479 контактів (використовуються 478); для Pentium III-M, найбільш поширений для Pentium M і Celeron M 3xx, також версія сумісна з Socket M (Intel Core Solo, Core Duo, Core 2 Duo і Celeron M 4xx/5xx)
- Socket M (mPGA478MT) — з 2006 році на зміну Socket 479
- Socket P (mPGA478MN) — з 9 травня 2007 року; для процесорів сімейства Core 2;
- Socket 441 — для процесорів Intel Atom (FC-PGA2). Тип гнізда: PGA-ZIF

AMD
- Socket A (Socket 462)
- Socket 754
- Socket 563
- Socket S1
- Socket FS1
- Socket FP1
- Socket FT1[en]

## Картриджі

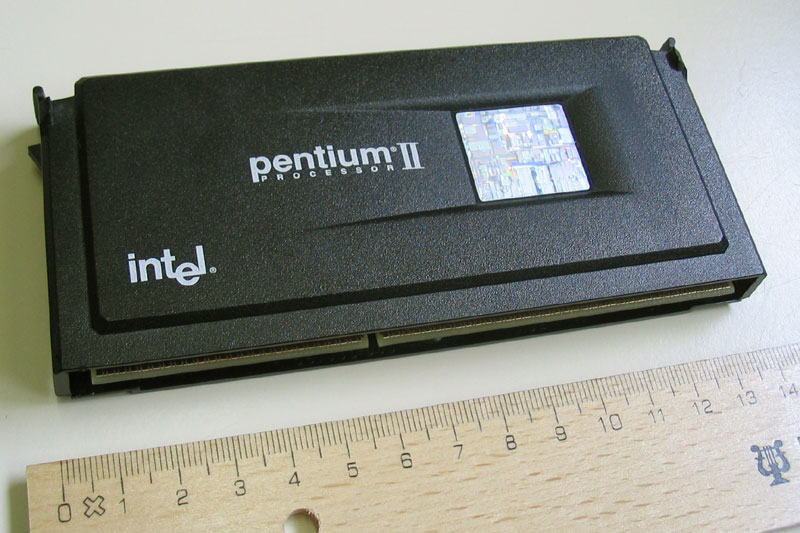
Процесор в корпусі SECC

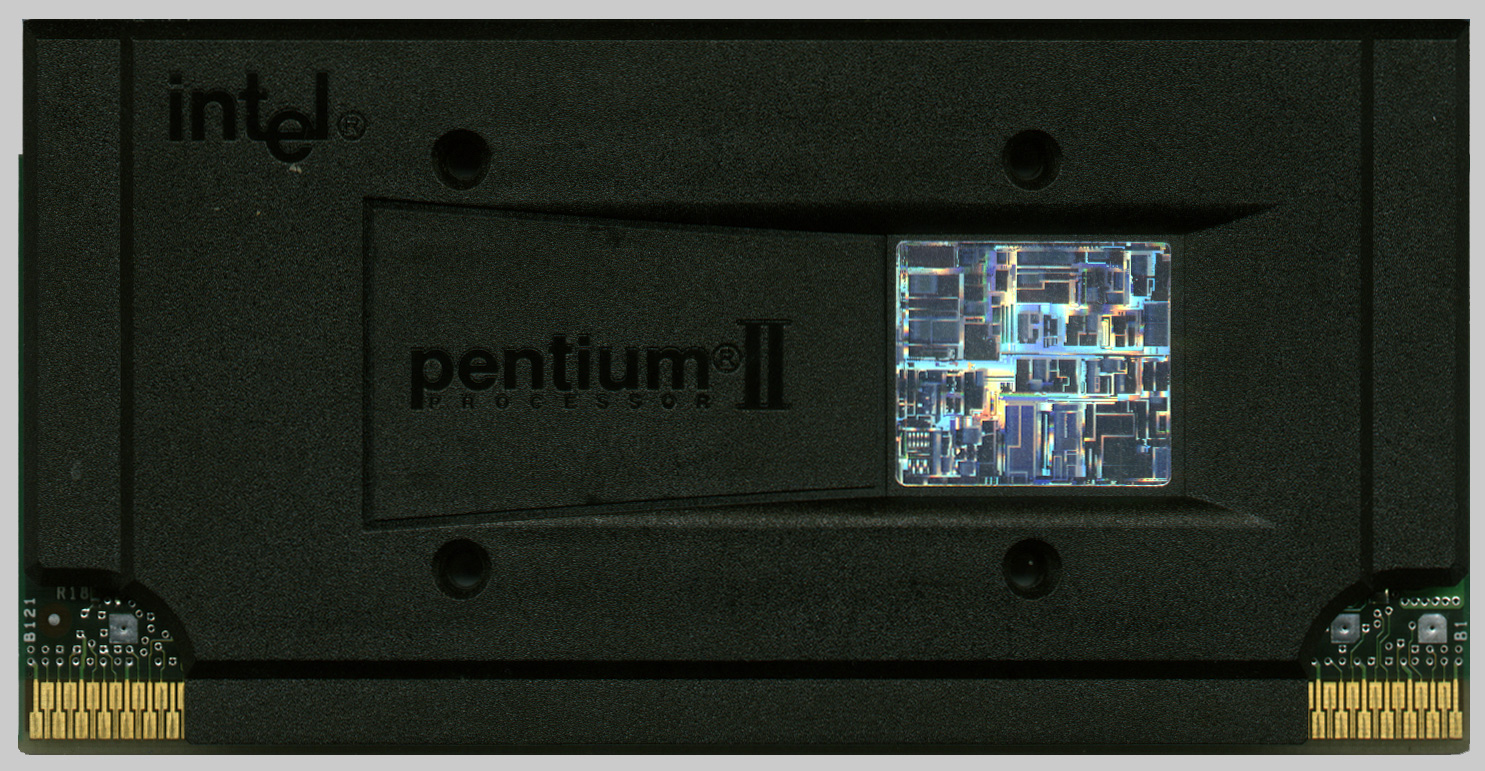
Процесор в корпусі SECC2

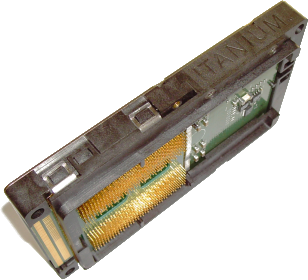
Процесор Itanium в корпусі PAC418

Процесорні картриджі являють собою друковану плату з установленими на ній процесором і допоміжними елементами. Існує кілька видів процесорних картриджів:
- SECC (Single Edge Contact Cartridge) — повністю закритий картридж з тепловідводною пластиною, що забезпечує тепловий контакт між корпусом картриджа і процесором.
- SECC2 (Single Edge Contact Cartridge) — картридж без тепловідводної пластини.
- SEPP (Single Edge Processor Package) — повністю відкрита друкована плата.
- MMC (Mobile Module Connector) — картридж з відкритим кристалом процесора, призначений для мобільних комп'ютерів.

Деякі процесори, виконані в картриджах:
- Pentium II — 242-контактний SECC, 242-контактний SECC2.
- Pentium III — 242-контактний SECC2.
- Celeron — 242-контактний SEPP.
- Xeon — 330-контактний SECC.
- Mobile Pentium II — MMC.
- Athlon — 242-контактний SECC.
- Itanium — PAC418 і PAC611